# لوك كارفوناس
لوك كارفوناس (بالإنجليزية: Carvounas Luc) (من مواليد 8 يونيو 1971) هو سياسي فرنسي من الحزب الاشتراكي الفرنسي شغل منصب عضو في مجلس الشيوخ الفرنسي من عام 2011 حتى عام 2017 ومنصب نائب برلماني في الجمعية الوطنية الفرنسية من عام 2017 حتى عام 2020، ممثلاً لدائرة فال-دو-مارن. ويشغل حاليا رئيس بلدية ألفورفيل منذ 24 مايو 2020.
كارفوناس مثلي الجنس علنا، وهو متزوج منذ عام 2015 من زوجه ستيفان إكسبوزيتو. وهو أول نائب فرنسي في المنصب يتزوج شخصا من نفس الجنس في تاريخ فرنسا.

## الحياة السياسية
عمل كارفوناس كمدير حملة لمرشح الحزب الاشتراكي الفرنسي كلود بارتولون في الانتخابات الجهوية الفرنسية 2015 في منطقة إيل دو فرانس.
كان كارفوناس مرشحًا لقيادة الحزب الاشتراكي الفرنسي في «مؤتمر أوبرفيلييه» عام 2018.
كان كارفوناس عضوًا في مجلس الشيوخ الفرنسي بين عامي 2011 و2017 ونائبا برلمانيا في الجمعية الوطنية الفرنسية بين عامي 2017 و2020، حيث عمل في لجنة الدفاع. بالإضافة إلى مهامه في اللجان، كان جزءًا من الوفد الفرنسي إلى الاتحاد البرلماني الدولي. كما شغل منصب رئيس بلدية مدينة ألفورفيل بين عامي 2012 و2017 وأدى إعادة انتخابه في سبتمبر 2020 إلى جعله غير مؤهل لعضوية الجمعية الوطنية الفرنسية بسبب تغيير قواعد تراكم الانتداب. كما كانت بديله سارا تيللبوا غير مؤهلة كذلك بسبب تعيينها في المدرسة الوطنية للإدارة. أُجريت انتخابات فرعية في 27 سبتمبر 2020، وفازت بها إيزابيل سانتياغو عن الحزب الاشتراكي.